# Die verzwickten Zeitreisen von Sammy und Raj
Die verzwickten Zeitreisen von Sammy und Raj (Originaltitel: The Twisted Timeline of Sammy and Raj) ist eine britisch-indische Zeichentrickserie, die von Jordan Gershowitz entwickelt wurde. Sie wurde am 27. Dezember 2022 erstmals bei Nicktoons Deutschland ausgestrahlt. Am 9. Januar 2023 folgte die Premiere in Großbritannien.

## Inhalt
Die Cousins Sammy und Raj besitzen eine geheime App auf ihrem Smartphone, mit der es ihnen möglich ist, die Zeit vorzuspulen, zurückzuspulen und anzuhalten. Dies bringt jedoch immer wieder Probleme mit ihrer Großfamilie und ihren Freunden mit sich. Noch dazu macht ihnen Sammys kleine Schwester Tara das Leben schwer.

## Synchronisation
| Rolle      | Sprecher im Original | Deutscher Sprecher |
| ---------- | -------------------- | ------------------ |
| Sammy      | Nirvaan Pal          |                    |
| Raj        | Aiden Alberto        |                    |
| Tara       | Crina Shah           |                    |
| Kunal      | Rama Vallury         |                    |
| Priyanka   | Nazia Chaudhry       |                    |
| Uma        | Rahnuma Panthaky     |                    |
| Malini     | Monisha Dadlani      |                    |
| Dada Aman  | Ratnesh Dubey        |                    |
| Dadi Disha | Rashmi Rustagi       |                    |
| Gabrielle  | Lily Resto           |                    |
| Hugo       | Ares Totolos         | Lino Kelian        |

## Veröffentlichung
Die Serie wurde erstmals am 2. September 2020 angekündigt. Die aus 20 Folgen bestehende erste Staffel sollte ursprünglich 2021 Premiere feiern. Vom 27. bis 31. Dezember 2022 wurden die ersten 10 Folgen nachts bei Nicktoons in verschiedenen Ländern, darunter Deutschland, Serbien, Saudi-Arabien und Russland ausgestrahlt. Von 9. Januar bis 17. Mai 2023 feierte die Serie in Großbritannien ihre Premiere. Die reguläre deutsche Ausstrahlung im Nachmittagsprogramm von Nicktoons startete am 6. Februar 2023. Die deutsche Free-TV-Premiere bei Nickelodeon Deutschland war am 3. April 2023. Ab 17. April 2023 fanden auf diesem Sender auch die deutschen Erstausstrahlungen der Folgen 11 bis 13 statt. Folge 14 bis 20 wurden erneut zuerst bei Nicktoons gesendet.

## Episodenliste
| Nummer (Episode) | Nummer (Geschichte) | Deutscher Titel                 | Originaltitel                 | Erstausstrahlung (Großbritannien) | Erstausstrahlung (Deutschland) |
| 1                | 1                   | Geburtstagswiederholung         | Birthday Do-Over              | 9. Januar 2023                    | 27. Dezember 2022              |
| 1                | 2                   | Die Beförderung                 | Chore Time!                   | 10. Januar 2023                   | 27. Dezember 2022              |
| 2                | 3                   | Das Drohnen-Rennen              | Out of the Loop               | 11. Januar 2023                   | 30. Dezember 2022              |
| 2                | 4                   | Problemfall Hund                | A Dog Gone Problem            | 12. Januar 2023                   | 30. Dezember 2022              |
| 3                | 5                   | Das heilige Zimmer              | Sofa So Good                  | 13. Januar 2023                   | 28. Dezember 2022              |
| 3                | 6                   | So viel Theater                 | So Much Drama                 | 16. Januar 2023                   | 28. Dezember 2022              |
| 4                | 7                   | Hugos Megaparty                 | Going Clubbin’                | 17. Januar 2023                   | 28. Dezember 2022              |
| 4                | 8                   | Super Sammy                     | Totally Board                 | 18. Januar 2023                   | 28. Dezember 2022              |
| 5                | 9                   | Die Alien-Invasion              | Invader Dim                   | 19. Januar 2023                   | 29. Dezember 2022              |
| 5                | 10                  | Überhitzt                       | Getting Heated                | 20. Januar 2023                   | 29. Dezember 2022              |
| 6                | 11                  | Ein Hauch von Bollywood         | Bollyweird                    | 23. Januar 2023                   | 29. Dezember 2022              |
| 6                | 12                  | Agentenjagd                     | The Spies Who Bugged Me       | 24. Januar 2023                   | 29. Dezember 2022              |
| 7                | 13                  | Knochen-Chaos                   | No Bones About It             | 25. Januar 2023                   | 27. Dezember 2022              |
| 7                | 14                  | Die Monster-Sitter              | Childish Antics               | 26. Januar 2023                   | 27. Dezember 2022              |
| 8                | 15                  | Schneereicher Triumph           | Snow Way to Win               | 27. Januar 2023                   | 30. Dezember 2022              |
| 8                | 16                  | Die Talentshow                  | Causing Treble                | 30. Januar 2023                   | 30. Dezember 2022              |
| 9                | 17                  | Gute Geschäfte                  | Bad Business                  | 31. Januar 2023                   | 31. Dezember 2022              |
| 9                | 18                  | Die Jubiläumsfeier              | Anniversorry                  | 1. Februar 2023                   | 31. Dezember 2022              |
| 10               | 19                  | Rakhi mit Hindernissen          | A Very Rocky Rakhi            | 2. Februar 2023                   | 31. Dezember 2022              |
| 10               | 20                  | Der Backup-Plan                 | The Backup Plan               | 3. Februar 2023                   | 31. Dezember 2022              |
| 11               | 21                  | Wo ist Hugo?                    | Wake Me Up Before Hugo Go     | 6. Februar 2023                   | 17. April 2023                 |
| 11               | 22                  | Keine Zauberei                  | Hoaxus Pocus                  | 7. Februar 2023                   | 17. April 2023                 |
| 12               | 23                  | Der Sauberroboter               | Clean Machines                | 8. Februar 2023                   | 18. April 2023                 |
| 12               | 24                  | Rock’n Roll                     | I Scream for Livestream       | 9. Februar 2023                   | 18. April 2023                 |
| 13               | 25                  | Diwali-Wahnsinn                 | Diwali Folly                  | 10. Februar 2023                  | 19. April 2023                 |
| 13               | 26                  | Der Robo-Gewinner               | Well Toiled Machine           | 13. Februar 2023                  | 19. April 2023                 |
| 14               | 27                  | Pfadfinderehre                  | Scout It Out                  | 2. Mai 2023                       | 15. Juni 2023                  |
| 14               | 28                  | Auf Abwegen                     | Better Luck Next Time         | 3. Mai 2023                       | 15. Juni 2023                  |
| 15               | 29                  | Sammys Valentinstagsschwarm     | Not So Secret Valentine       | 4. Mai 2023                       | 16. Juni 2023                  |
| 15               | 30                  | Sammy und Raj machen krank      | Sammy and Raj’s Day Off       | 5. Mai 2023                       | 16. Juni 2023                  |
| 16               | 31                  | Game Over                       | Game Overload                 | 8. Mai 2023                       | 19. Juni 2023                  |
| 16               | 32                  | Frohes Holi-Fest                | Holi-Moli                     | 9. Mai 2023                       | 19. Juni 2023                  |
| 17               | 33                  | Das Familien-Sportfest          | Family is No Picnic           | 10. Mai 2023                      | 20. Juni 2023                  |
| 17               | 34                  | Der Unschlagbare Sammy Dynamite | The Undefeated Sammy Dynamite | 11. Mai 2023                      | 20. Juni 2023                  |
| 18               | 35                  | Rette sich wer kann             | For Good Treasure             | 12. Mai 2023                      | 21. Juni 2023                  |
| 18               | 36                  | Erinnerungen                    | A Clean Break                 | 15. Mai 2023                      | 21. Juni 2023                  |
| 19               | 37                  | Süßes oder Schaudern            | Ghouls Just Wanna Have Fun    | 16. Mai 2023                      | 22. Juni 2023                  |
| 19               | 38                  | Das Familienrezept              | The Bitter Taste of Success   | 17. Mai 2023                      | 22. Juni 2023                  |
| 20               | 39                  | Die Hochzeits-Zeitreise         | Wedding Daze                  | 1. Mai 2023                       | 23. Juni 2023                  |